# Jessy Matador
Jessy Kimbangi känd som Jessy Matador, född den 27 oktober 1982 i den Demokratiska republiken Kongo, är en sångare och dansare bosatt i Frankrike.

## Biografi
Jessy började sin karriär som dansare år 2001  och anslöt sig senare till gruppen "Les Cœurs Brisés", som han turnerade med i USA, Kongo, Storbritannien, Italien och Kanada. 
År 2005 skapade han gruppen "La Sélésao", som består av Dr.Love, Linho och Benkoff. De representerade även den första versionen av gruppen Magic System. I slutet av 2007 undertecknade de för Oyas Records och på våren 2008 för Wagram Records.
De släppte ut sin debutsingel Décalé Gwada i juni 2008, som blev en av de största framgångarna under sommaren samma år. Den 24 november 2008 släppte de ut albumet African New Style, som blev namnet för en ny hybrid musikstil med afrikanska och karibiska influenser, samt en stil med mera urbant ljud. I denna stil finns musikarter som coupé-décalé, ndombolo, kuduru, zouk, reggae, dancehall och hiphop. I december 2008 utkom gruppens andra singeln, Mini Kawoulé.

## Eurovision Song Contest 2010
Den 19 februari 2010 anmälde France Télévisions att Jessy Matador kommer att representera Frankrike i finalen i Eurovision Song Contest 2010 med låten Allez! Ola! Olé!, som hölls den 29 maj i Oslo . Bidraget slutade på placering 12 av 25.

## Diskografi

### Singlar
| År   | Singel           | Utgivningsår | Topposition | Topposition | Album             |
| År   | Singel           | Utgivningsår | FR          | BEL (WA)    | Album             |
| ---- | ---------------- | ------------ | ----------- | ----------- | ----------------- |
| 2008 | Décalé Gwada     | 2008         | 14          | 23          | -                 |
| 2009 | Mini Kawoulé     | 2009         | 16          | -           | African New Style |
| 2010 | Allez! Ola! Olé! | 2010         | -           | -           | -                 |